# Teorie velkého třesku (1. řada)
První řada amerického sitcomu Teorie velkého třesku je úvodní řada tohoto seriálu. Řada byla vysílána na americké televizní stanici CBS od 24. září 2007 do 19. května 2008 a má celkem 17 dílů. V Česku měl seriál premiéru na stanici Prima Cool 7. dubna 2009.

## Obsazení
- Johnny Galecki, Jim Parsons, Kaley Cuoco, Simon Helberg a Kunal Nayyar hráli ve všech epizodách.

## Seznam dílů
| Č. v seriálu | Č. v řadě | Původní název                      | Český název                     | Režie            | Scénář                                   | Premiéra v USA     | Premiéra v ČR     | Produkční kód |
| --- | --------- | ---------------------------------- | ------------------------------- | ---------------- | ---------------------------------------- | ------------------ | ----------------- | ------------- |
| 1 | 1         | Pilot                              | Pilot                           | James Burrows    | Chuck Lorre a Bill Prady                 | 24. září 2007      | 7. dubna 2009     | 276023        |
| Když se Sheldon a Leonard vrací ze spermobanky pro jedince s vysokým IQ, potkají svoji novou sousedku Penny, která se právě nastěhovala do bytu přes chodbu, a po chvilce váhání ji pozvou k sobě na jídlo. Leonarda Penny ihned učaruje a i přes Sheldonovy nepatřičné poznámky se ji snaží co nejlépe poznat. Po chvíli ji nabídne i možnost vysprchovat se v jejich koupelně, neboť její sprcha je nefunkční. Na scénu poté přichází Howard a Rajesh, Sheldonovi a Leonardovi přátelé. Howard se ihned snaží sbalit Penny svými naučenými francouzskými frázemi. Penny poté požádá Leonarda, zda by jí neprokázal laskavost a nezajel za jejím expřítelem pro její televizi, což však nekončí slavně (oba hlavní hrdinové přijdou o svoje kalhoty). |           |                                    |                                 |                  |                                          |                    |                   |               |
| 2 | 2         | The Big Bran Hypothesis            | Hypotéza otrubové vlákniny      | Mark Cendrowski  | Robert Cohen a Dave Goetsch              | 1. října 2007      | 14. dubna 2009    | 3T6601        |
| Penny požádá Leonarda, zda by za ni nevyzvedl nábytek, který jí mají dovézt, protože ona nebude doma. Sheldon s Leonardem poté přemýšlí, jak dostat těžkou krabici po schodech nahoru, a když se jim to konečně povede, zjistí, že Penny není tak pořádná, jak by se mohlo na první pohled zdát. Sheldon to kvůli jeho potřebě mít všechno seřazené a oštítkované nemůže vydržet a v noci se „vloupá“ do Pennyina bytu, aby jí to ho trošku uklidil. Penny se však naštve a když ztropí scénu v Leonardově a Sheldonově bytě, ukáže se, že Sheldon není schopen poznat sarkasmus. Poté se však spor urovná, když se Leonard Penny omluví. |           |                                    |                                 |                  |                                          |                    |                   |               |
| 3 | 3         | The Fuzzy Boots Corollary          | Korolár seržanta Sněhulky       | Mark Cendrowski  | Bill Prady a Steven Molaro               | 8. října 2007      | 21. dubna 2009    | 3T6602        |
| Zatímco Sheldon se raduje z ukořistění Asarothova meče, Leonard chce pozvat Penny na rande, avšak je mu to znemožněno přítomností jejího přítele. Leonard se tedy rozhodne, že musí na Penny zapomenout a najít si někoho „ze své ligy“, a tak pozve na rande Leslie Winkel, svou spolupracovnici z laboratoře, která ale jeho nabídku odmítá, neboť při testovacím polibku nedošlo k patřičným biochemickým reakcím. Leonard poté upadá do deprese a nakonec opravdu pozve Penny na rande, ale nevyzní to jako nabídka na rande, a tak když se Penny ptá, kdy přijdou ostatní, omluví to tím, že Sheldon byl na kolonoskopii. |           |                                    |                                 |                  |                                          |                    |                   |               |
| 4 | 4         | The Luminous Fish Effect           | Efekt světélkující rybky        | Mark Cendrowski  | David Litt a Lee Aronsohn                | 15. října 2007     | 28. dubna 2009    | 3T6603        |
| Univerzita, na které Sheldon a Leonard provádějí své bádání, má nového šéfa, a tak je uspořádán večírek, na kterém se však Sheldon neudrží a nazve Dr. Erica Gablehausera, nového šéfa, idiotem, za což je později vyhozen. Leonard se snaží Sheldona přinutit, aby se šel Gablehauserovi omluvit, a získal tak zpět svou práci, ale Sheldon odmítne s tím, že má konečně čas provádět své pokusy (vylepšování chuti míchaných vajíček, fosforeskující rybičky, dokonce si pořídí i tkalcovský stav). Když si Leonard už neví rady, nastane čas zavolat Sheldonovu mámu, která vše po pár dnech vyřeší tím, že přinutí Sheldona, aby se šel omluvit.                                                                                                   |           |                                    |                                 |                  |                                          |                    |                   |               |
| 5 | 5         | The Hamburger Postulate            | Hamburgerový postulát           | Andrew D. Weyman | Dave Goetsch a Steven Molaro             | 22. října 2007     | 5. května 2009    | 3T6604        |
| Po scéně, kdy čtyři fyzikové rekonstruují bitvu u Gettysburgu přímo v restauraci, kde Penny pracuje, nabídne Leslie Winkle Leonardovi, jestli by se nechtěl přidat k jejich smyčcovému kvartetu, neboť dva jejich členové museli kvarteto opustit kvůli problémům s radiací. Leonard přijme, což vyústí k „fyzikálnímu“ svádění ze strany Leslie, které neskončí ničím jiným než sexem. Když se však Leonard další den v laboratoři hlásí k Leslie, je mu sděleno, že to byla jen jednorázová záležitost. |           |                                    |                                 |                  |                                          |                    |                   |               |
| 6 | 6         | The Middle-Earth Paradigm          | Paradigma Pána prstenů          | Mark Cendrowski  | David Litt a Robert Cohen                | 29. října 2007     | 12. května 2009   | 3T6605        |
| Penny pořádá halloweenskou párty, na kterou jsou pozváni všichni čtyři fyzikové. Stane se však, že se všichni převléknou za Flashe, a tak nastane čas pro záložní kostýmy. Na párty se dostaví už pět minut po začátku, za což u Penny nesklidí velký úspěch. Na párty poté snaží seznámit s Pennyinými příteli, ale moc jim to nejde a nepomáhá jim v tom ani Sheldon, který se všem snaží vysvětlovat, že je skutečně převlečen za Dopplerův jev. Poté dojde k menšímu konfliktu Leonarda s Pennyiným expřítelem, kvůli němuž Leonard a Sheldon raději párty opustí. Když ráno po akci hledají Rajesje, vyjde najevo, že na párty i přes jeho neschopnost mluvit s opačným pohlavím sbalil holku a vyspal se s ní.                                   |           |                                    |                                 |                  |                                          |                    |                   |               |
| 7 | 7         | The Dumpling Paradox               | Knedlíčkový paradox             | Mark Cendrowski  | Lee Aronsohn a Jennifer Glickman         | 5. listopadu 2007  | 19. května 2009   | 3T6606        |
| Do města přijíždí Pennyina „kamarádka“ Christy, kterou však Penny nemá zrovna v lásce, a tak požádá Leonarda, zda by u nich nemohla přespat. Howard ihned využije toho, že Christy se vyspí s každým, kdo s ní bude chodit na nákupy, a s Christy se sblíží. Sheldon, Leonard a Rajesh poté řeší zdánlivě neřešitelné problémy způsobené Howardovou nepřítomností, například problém v čínské restaurace při objednávání. Poté, co se Christy pohádá s Howardovou matkou, je stabilita vesmíru obnovena a fyzikové mohou pokračovat ve své „Halo Night“. |           |                                    |                                 |                  |                                          |                    |                   |               |
| 8 | 8         | The Grasshopper Experiment         | Koktejlový experiment           | Ted Wass         | Lee Aronsohn a Robert Cohen              | 12. listopadu 2007 | 26. května 2009   | 3T6607        |
| Rajeshovi rodiče už nehodlají dále čekat na vnoučata, a tak mu domluví svatbu s indickou dívkou. Kvůli Rajeshově neschopnosti mluvit s ženami se to ale nejeví jako reálné, a tak musí zasáhnout Penny, která byla zrovna povýšena na barmanku a potřebuje procvičit míchání koktejlů. Nakonec se ukáže, že Rajesh je schopen mluvit s druhým pohlavím, pokud je posilněn dostatečným množstvím koktejlů. Do cesty se mu ale připlete Sheldon, který v oné indické dívce spatří ztělesnění princezny z dětské knížky. |           |                                    |                                 |                  |                                          |                    |                   |               |
| 9 | 9         | The Cooper-Hofstadter Polarization | Cooper-Hofstadterova polarizace | Joel Murray      | Chuck Lorre, Lee Aronsohn a Dave Goetsch | 17. března 2008    | 2. června 2009    | 3T6608        |
| I internetové připojení občas nefunguje, a tak si čtyři fyzikové krátí čas tím, že polemizují nad tím, zda Sheldon není robot. Poté Leonard najde v koši dopis, ve kterém stojí, že jsou pozváni na prezentaci své práce. Když ale na něčem pracují dva, při rozhodování je vždycky problém, a tak zatímco Sheldon odmítá vysvětlovat své bádání „slabším mozkům“, Leonard poprosí Penny, aby mu poskytla módní konzultaci, a vyráží na prezentaci. Poté dojde k hádce se Sheldonem, který se přijel podívat, jak to Leonard pokazí, a dojde dokonce i na pěsti. Video se dostane na YouTube a nakonec se do problému dostane i Howard, který musí vysvětlovat přítomnost Pennyiny fotky na Facebooku.                                                 |           |                                    |                                 |                  |                                          |                    |                   |               |
| 10 | 10        | The Loobenfeld Decay               | Loobenfeldův rozpad             | Mark Cendrowski  | Bill Prady a Lee Aronsohn                | 24. března 2008    | 9. června 2009    | 3T6609        |
| Při lhaní člověk vždycky riskuje odhalení, a tak když si Leonard vymyslí imaginární sympozium, které jim znemožňuje navštívit Pennyino pěvecké vystoupení, Sheldon začíná splétat nerozpletitelnou síť lží, neboť ta Leonardova je podle něj až směšně prohlédnutelná. Sheldon si vymyslí bratrance Lea, kterému musí ten den jet pomoci s odvykáním na drogách, a dokonce si přizve i spolupracovníka, aby Lea ztvárnil. Všechny tyto lži jsou ale nakonec k ničemu, neboť Penny má celé své vystoupení nahráno na videu, a to už Leonard odmítnout nemůže. |           |                                    |                                 |                  |                                          |                    |                   |               |
| 11 | 11        | The Pancake Batter Anomaly         | Lívancová anomálie              | Mark Cendrowski  | Bill Prady a Stephen Engel               | 31. března 2008    | 16. června 2009   | 3T6610        |
| Penny přiváží z návštěvy doma nebezpečný virus, který zákeřně zaútočí na Sheldona a všichni jeho přátelé po vyhlášení kódu „světle zelená“ prchají z jeho dosahu. Sheldon tak spravedlivě zůstává na krku Penny, která vlastně za všechno může. |           |                                    |                                 |                  |                                          |                    |                   |               |
| 12 | 12        | The Jerusalem Duality              | Jeruzalémská dualita            | Mark Cendrowski  | Dave Goetsch a Steven Molaro             | 14. dubna 2008     | 23. června 2009   | 3T6611        |
| Dokonce ještě před tím, než povstanou cyborgové, objeví se někdo mladší a schopnější než Sheldon. Ten je kvůli malému wunderkindovi nucen vzdát pokusy o Nobelovu cenu za fyziku a vrhá se na řešení krize středního východu. Sheldonovým zklamáním trpící kamarádi nakonec vše vyřeší pomocí... biologie. |           |                                    |                                 |                  |                                          |                    |                   |               |
| 13 | 13        | The Bat Jar Conjecture             | Batnádoba a chybný předpoklad   | Mark Cendrowski  | Bill Prady a Robert Cohen                | 21. dubna 2008     | 30. června 2009   | 3T6612        |
| Koná se vědomostní soutěž ve fyzice a Sheldon, poté co ho kamarádi vyhodí z týmu, se rozhodne dokázat, že on sám je chytřejší než jakýkoliv tým. Ale nebude to mít lehké, neboť s ním bude soupeřit nejen celá parta, ale také Leslie Winkle, odpověď na otázku: „Kdo dokáže rozplakat Sheldona Coopera jako malou holku?“ |           |                                    |                                 |                  |                                          |                    |                   |               |
| 14 | 14        | The Nerdvana Annihilation          | Zkáza mimoňoráje                | Mark Cendrowski  | Stephen Engel a Steven Molaro            | 28. dubna 2008     | 7. července 2009  | 3T6613        |
| Leonard koupí přes internet rekvizitu stroje času z filmu Stroj času. Původně však předpokládal, že se jedná o miniaturu, ovšem stroj času je v životní velikosti. Při stěhování do bytu se nemůže Penny dostat do zaměstnání, a vynadá Leonardovi i ostatním, že se chovají jako děti. Leonard na to reaguje tak, že se hodlá zbavit nejen stroje času, ale všeho co v životě shromáždil. Figurky, komiksy, modely… všechno musí pryč. V podstatě to dělá kvůli Penny, takže když zjistí, že ta má novou známost, rozhodne se vrátit zpět ke své „přirozenosti“. |           |                                    |                                 |                  |                                          |                    |                   |               |
| 15 | 15        | The Porkchop Indeterminacy         | Roštěnkové distribuční dilema   | Mark Cendrowski  | Lee Aronsohn a Bill Prady                | 5. května 2008     | 14. července 2009 | 3T6614        |
| Do města přijíždí Sheldonova sestra Missy. Je velmi atraktivní, a tak se o ní Howard, Rajesh a dokonce i Leonard dohadují. Poté co Sheldon zjistí, že v Missy se může skrývat potenciál pro vytvoření dalšího génia, možná takzvaného „Sheldona 2.0“, rozhodne se, že sám najde partnera, se kterým se bude reprodukovat. To se ovšem setkává s nepochopením u Missy. |           |                                    |                                 |                  |                                          |                    |                   |               |
| 16 | 16        | The Peanut Reaction                | Reakce na arašídy               | Mark Cendrowski  | Dave Goetsch a Steven Molaro             | 12. května 2008    | 21. července 2009 | 3T6615        |
| Přestože byly důvody Leonardova neslavení narozenin publikovány ve vědeckém časopise, pokusí se Penny uspořádat mu vůbec první jeho narozeninovou párty. Dokonce jen a pouze z toho důvodu podstoupí Howard alergickou reakci na buráky. |           |                                    |                                 |                  |                                          |                    |                   |               |
| 17 | 17        | The Tangerine Factor               | Mandarinkový faktor             | Mark Cendrowski  | Lee Aronsohn a Steven Molaro             | 19. května 2008    | 28. července 2009 | 3T6616        |
| Penny se rozchází se svým přítelem a Leonard má konečně šanci ji získat, jen to nesmí pokazit. Je tu však Sheldon, který, aniž si to uvědomí, Leonardovi pomůže. Závěr první řady seriálu přináší vyřešení teorie Schrödingerovy kočky a Rajeshovi nový iPod. |           |                                    |                                 |                  |                                          |                    |                   |               |